# Signaling Connection and Control Part
 (janvier 2017).
Si vous disposez d'ouvrages ou d'articles de référence ou si vous connaissez des sites web de qualité traitant du thème abordé ici, merci de compléter l'article en donnant les références utiles à sa vérifiabilité et en les liant à la section « Notes et références ».

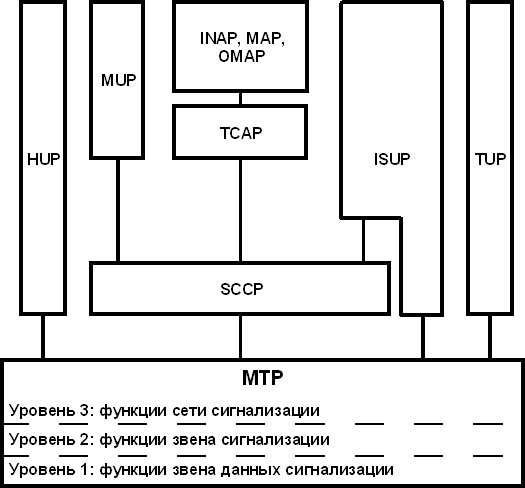
SS7 Stack

Signaling Connection and Control Part (recommandation UIT-T Q.713) est le protocole de transport des réseaux SS7. Il est comparable au TCP pour Internet. SCCP fournit un service de transport aux messages d'une adresse SCCP (un Global Title) à travers différents équipements réseaux jusqu'à l'équipement destinataire. SCCP utilise deux types d'adressage :
- l'adressage par Point Sémaphore et numéro de sous système,
- le Global Title.

Le Point Sémaphore identifie un équipement et le numéro de sous système identifie le service au sein de cette machine.
Le Global Title est traduit en Point Sémaphore et numéro de sous système par les Points de Transfert Sémaphore.